# Teatro Nicola Vaccaj
Il Teatro Nicola Vaccaj è un teatro di Tolentino. Originariamente denominato Teatro dell'Aquila (in onore del cardinale Filippo Carandini, sul cui stemma di famiglia compariva un'aquila bicipite), dal 1881 è intitolato al musicista Nicola Vaccaj, nativo della cittadina marchigiana.

## Storia
Il teatro fu progettato nel 1787 da Giuseppe Lucatelli (che ne realizzò anche gli affreschi) ed i lavori per la sua costruzione ultimati nel 1795, ma l'inaugurazione, per via della Campagna d'Italia intrapresa da Napoleone Bonaparte, avvenne soltanto il 10 settembre 1797.
Il teatro rimase inattivo dal 1973 al 1985 per un intervento di restauro degli affreschi di Luigi Fontana (risalenti al 1881) e delle scene.
Il 29 luglio 2008, durante i lavori di ristrutturazione del tetto, il teatro ha subito un grave incendio, che ha distrutto gran parte dei dipinti del Fontana.
Il 10 settembre 2018 Il Teatro Nicola Vaccaj viene riaperto al pubblico, nel giorno di San Nicola e nel 221º anniversario dell'inaugurazione.